# Дорогой длинною
„Дълъг път“ е руски романс, написан от Борис Фомин (музика) и Константин Подревски (текст). Има и вариант на текста от Павел Герман. Най-ранните записи на тази песен са направени от Александър Вертински (1926) и Тамара Церетели (1929).

## Оригинален текст
Дорогой длинною
Ехали на тройке с бубенцами,

А вдали мелькали огоньки.

Эх, когда бы мне теперь за вами,

Душу бы развеять от тоски!

Припев:

Дорогой длинною, да ночкой лунною,

Да с песней той, что в даль летит, звеня,

Да со старинною, да семиструнною,

Что по ночам так мучила меня.

Да, выходит, пели мы задаром.

Понапрасну ночь за ночью жгли.

Если мы покончили со старым,

Так и ночи эти отошли!

Припев.

В даль иную – новыми путями —

Ехать нам судьбою суждено!

Ехали на тройке с бубенцами,

Да теперь проехали давно.

Припев.

Никому теперь уж не нужна я,

И любви былой не воротить,

Коль порвётся жизнь моя больная,

Вы меня везите хоронить.

Припев.
Въпреки това А. Вертински значително промени текста и сега в Русия най-често се изпълнява определен „хибрид“ на оригинала и версията на Вертински.

## История
Романсът е написан през 1924 г. и много скоро получава изключителна любов и става много популярен сред руските емигранти. Причините за това бяха искреността на стиховете и мелодията, както и, както изглеждаше на емигрантите, очевидните антисъветски нотки на думите на романса. От втората половина на 20-те години в Париж, сред руските емигранти, романсът постоянно се изпълнява в ресторанта на Настя Полякова. Вероятно Вертински го е чул там и го е включил в репертоара си.
На руски романсът е изпълнен от известни певци сред руската емиграция: Пьотр Лещенко, Юрий Морфеси, Стефан Данилевски, Людмила Лопато . През 1952 г. Людмила Илинична Лопато изпълнява романса „Скъпи дълго“ във филма „Невинни в Париж“. „Dear Long“ по-късно е изпълнена от сърбина Джордже Марянович, поляка Мечислав Свентиски, Lovar Janos Sharkozy. В края на 60-те – началото на 70-те години романсът преживява втори пик на популярност, изпълняван е от много местни и чуждестранни певци: Нани Брегвадзе, Клавдия Шулженко, Людмила Зикина, Рашид Бехбудов, Едуард Хил, Едита Пиеха, Халина Куницкая, Веслав Дроецка (Полша), Маргарита Димитрова (България), както и естрадни оркестри. В допълнение, мелодията на песента „Dear long“ е използвана като музикален фон в петия брой на анимационния сериал „Ну, погоди!“ в сцената, когато заекът тръгва в тролейбус, а вълкът, чиято глава е притисната от вратата, тича след този тролейбус.

## Версия на Александър Вертински
Руският певец Александър Вертински записва песента няколко пъти през 20-те и 30-те години на миналия век. Има версия, придружена от оркестъра на Ionel Bageac, издадена от Кълъмбия Рекърдс. Има и версия, записана с оркестъра на варшавската звукозаписна компания Syrena-Electro през 1932 г.
Дорогой длинною
Ехали на тройках с бубенцами,

А вдали мелькали огоньки.

Мне б сейчас соколики да баньку,

Душу б мне развеять от тоски!

Припев:

Дорогой длинною, и ночью лунною,

И с песней той, что в даль летит, звеня,

И с той старинною, с той семиструнною,

Что по ночам так мучила меня.

Так, живя без радости, без муки

Помню я ушедшие года.

И твои серебряные руки

Тройке, улетевшей навсегда!

Припев.

Дни идут, печали умножая.

Мне так трудно прошлое забыть.

Как-нибудь однажды, дорогая,

Вы меня свезёте хоронить.

Припев.